# Аралия континентальная
Аралия континентальная (лат. Arália continentalis) — многолетнее травянистое растение, вид рода Аралия (Aralia) семейства Аралиевые (Araliaceae).

## Распространение и экология
В природе ареал вида охватывает Дальний Восток.
Произрастает по лесным опушкам и осветлённым местам в лесах и на горных склонах среди кустарниковых зарослей.

## Ботаническое описание
Внешне растение весьма сходно с аралией сердцевидной (Aralia cordata).
Стебель высотой до 1 м.
Листья длиной до 40—50 см, двояко- или иногда трояко-перистосложные, состоят из трёх, реже из пяти, долей первого порядка, состоящих из трёх — семи (до девяти) яйцевидныех, чаще широких, реже продолговатых, остроконечных листочков, с глубоко сердцевидным, округлым или усечённым, нередко косым основанием, сверху обычно голые, снизу лишь по жилкам с желтоватыми волосками, длиной 2,5—20 см, шириной 1,8—10 см.
Соцветие длиной 20—35 см, сопровождается небольшими метельчатыми соцветиями, развивающимися в пазухах верхних листьев. Главное соцветие более ветвистое и более густое, чем у аралии сердцевидной, и с более короткими, длиной 2,5—6 см, осями второго порядка; верхние из них скучены в числе четырёх — восьми (до 11) в верхушечный зонтик, остальные очерёдные или частью сближенные по два — три; оси второго порядка несут, кроме верхушечного зонтика, ещё три — восемь боковых, которые сидят на коротких, длиной 1,5—2,5 см, осях третьего порядка. Почти все цветки обоеполые; чашечка из пяти — шести широких, тупых зубцов; лепестки зеленовато- или желтовато-белые, ланцетно-треугольные.
Плоды диаметром 4—5 мм, чёрно-синие, с пятью — шестью косточками.
Цветёт в августе. Плодоносит с середины сентября.

## Значение и применение
Корни в Японии употребляются в пищу и используются с медицинскими целями.
Эффектный декоративный многолетник для одиночных и групповых посадок.

## Таксономия
Вид Аралия континентальная входит в род Аралия (Aralia) подсемейства Aralioideae семейства Аралиевые (Araliaceae) порядка Зонтикоцветные (Apiales).
|  |                                      |  |                                                             |                                                             |                     |  | ещё 8 семейств (согласно Системе APG II) | ещё 8 семейств (согласно Системе APG II) |                               |  |  |  | еще около 50 родов | еще около 50 родов         |  |  |
|  |                                      |  |                                                             |                                                             |                     |  | ещё 8 семейств (согласно Системе APG II) | ещё 8 семейств (согласно Системе APG II) |                               |  |  |  | еще около 50 родов | еще около 50 родов         |  |  |
|  |                                      |  |                                                             | порядок Зонтикоцветные                                      |                     |  |                                          |                                          | подсемейство Aralioideae      |  |  |  |                    | вид Аралия континентальная |  |  |
|  |                                      |  |                                                             | порядок Зонтикоцветные                                      |                     |  |                                          |                                          | подсемейство Aralioideae      |  |  |  |                    | вид Аралия континентальная |  |  |
|  | отдел Цветковые, или Покрытосеменные |  |                                                             |                                                             | семейство Аралиевые |  |                                          |                                          | род Аралия                    |  |  |  |                    |                            |  |  |
|  | отдел Цветковые, или Покрытосеменные |  |                                                             |                                                             |                     |  |                                          |                                          |                               |  |  |  |                    |                            |  |  |
|  |                                      |  | ещё 44 порядка цветковых растений (согласно Системе APG II) | ещё 44 порядка цветковых растений (согласно Системе APG II) |                     |  |                                          | подсемейство Hydrocotyloideae            | подсемейство Hydrocotyloideae |  |  |  | ещё около 70 видов |                            |  |  |
|  |                                      |  |                                                             | ещё 44 порядка цветковых растений (согласно Системе APG II) |                     |  |                                          |                                          | подсемейство Hydrocotyloideae |  |  |  |                    |                            |  |  |